# Tutankhamon
För andra betydelser, se Tutankhamon (olika betydelser).
Tutankhamon, ibland även benämnd Tutankhamen, Tutenkhamen samt Tutenkhamon, (egyptiska: twt-ˁnḫ-ı͗mn; tVwa:t-ʕa:nəx-ʔaˡma:n), födelsenamn Tutankhaton, född cirka 1341 f.Kr., död 1323 f.Kr., var en egyptisk farao. Han tillhörde den artonde dynastin, under det Nya riket.
Han är mest känd för sin gravkammare i Konungarnas dal som Howard Carter upptäckte år 1922. Graven var intakt och upptäckten möttes av världsomfattande nyhetsbevakning och ledde till ett nytt allmänintresse för antikens Egypten, för vilket Tutankhamons begravningsmask fortfarande är ett populärt ansikte utåt.

## Biografi
Ett DNA-test visade år 2010 att Tutankhamon med största sannolikhet var son till farao Akhenaton och en av dennes systrar, kallad "The Younger Lady". Han fick namnet Tutankhaton, som betyder levande bild av guden Aton, men senare tog han namnet Tutankhamon, som betyder levande bild av guden Amon. Han blev farao vid 9 års ålder, cirka 1347 f.Kr.
Tutankhamon var gift med sin några år äldre halvsyster Ankhesenamon, dotter till Akhenaton, deras gemensamme far, och drottning Nefertiti. Ankhesenamon födde två för tidigt födda döttrar, som inte överlevde. Tonårsföräldrarna sörjde och mumifierade de två barnen, vilket var ovanligt. 
Eftersom han var så ung vid sitt makttillträde fick han hjälp av sin premiärminister Ay, som senare blev Tutankhamons efterträdare. I det tredje året av Tutankhamons regering återinstallerades städerna Memfis och Thebe som administrativ respektive religiös huvudstad. Tutankhamons far och företrädare som farao, Akhenaton, hade varit monoteistisk men Tutankhamon och Ankhesenamon avsade sig sin tro på Aton som den ende guden och återinförde polyteismen med Amon som huvudgud. Amon-prästerna fick tillbaka sina arbeten och egendomar. Det var också vid denna tid som kungen ändrade sitt namn från Tutankhaton till Tutankhamon.
När Tutankhamon var 19 år, och hade börjat ta en allt aktivare del i styret av Egypten och en faraos plikter, dog han. Detta har gett upphov till många teorier genom årens lopp, och de flesta har gått ut på att han blev mördad.
Förmodligen var han en av författarna till en del av Amarnabreven. Han var troligen även densamme som kung Rathotis, vilken enligt den antike historikern Manetho hade regerat i Egypten i nio år.

## Familjen
I graven fann man två mumifierade barn av kvinnligt kön, båda för tidigt födda. DNA-undersökningar har visat att Tutankhamon var far till båda. Vad man vet fick inte Tutankhamon och Ankhesenamon några överlevande barn. 
Troligt är att Ay kunde ta makten efter Tutankhamon genom att gifta sig med änkan, Ankhesenamon. Hon ville varken ha Ay eller det andra alternativet – generalen och överbefälhavaren Horemheb. 
Det finns ett brev till hettiternas kung där en egyptisk drottning föreslår ett äktenskap med någon av dennes söner. Hettitier-kungen skickade prins Zannanza, som mördades av Horemheb vid egyptiska gränsen. 
Ankhesenamon tvingades gifta sig med Ay, men därefter försvinner hon ur historien. Hon omnämns inte längre och tycks inte heller ha fått en ordentlig begravning.[källa behövs]
Detta återfunna brev kan också ha skrivits av drottning Nefertiti, som levde i en ytterst farlig situation när maken kung Akhenaton plötsligt hade avlidit.
En hårlock efter drottning Tiye återfanns i ett skrin med hennes namn i Tutankhamons grav. DNA-test på en tand från en kvinnomumie i grav KV35 överensstämmer helt med DNA från hårlocken. Hon var kungens farmor.

## Graven

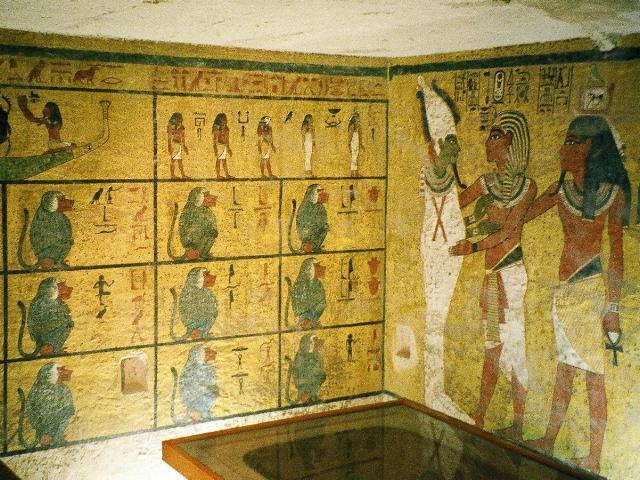
Tutankhamons gravkammare i Konungarnas dal.

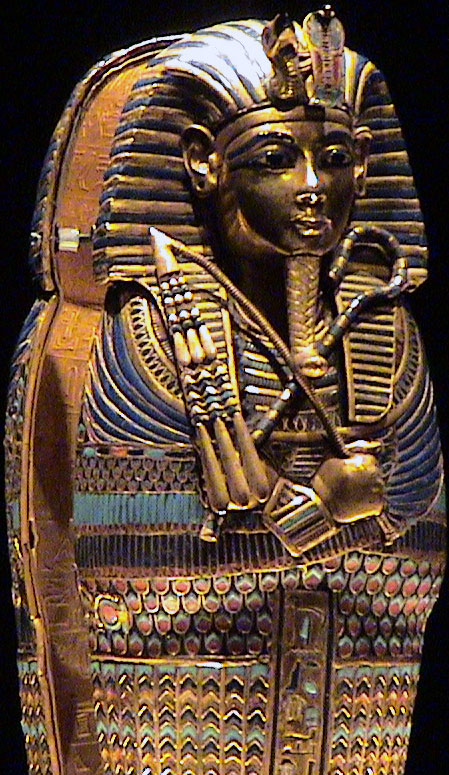
En av Tutankhamons fyra kanop-kärl. Exemplaret på bilden innehöll kungens balsamerade lever.

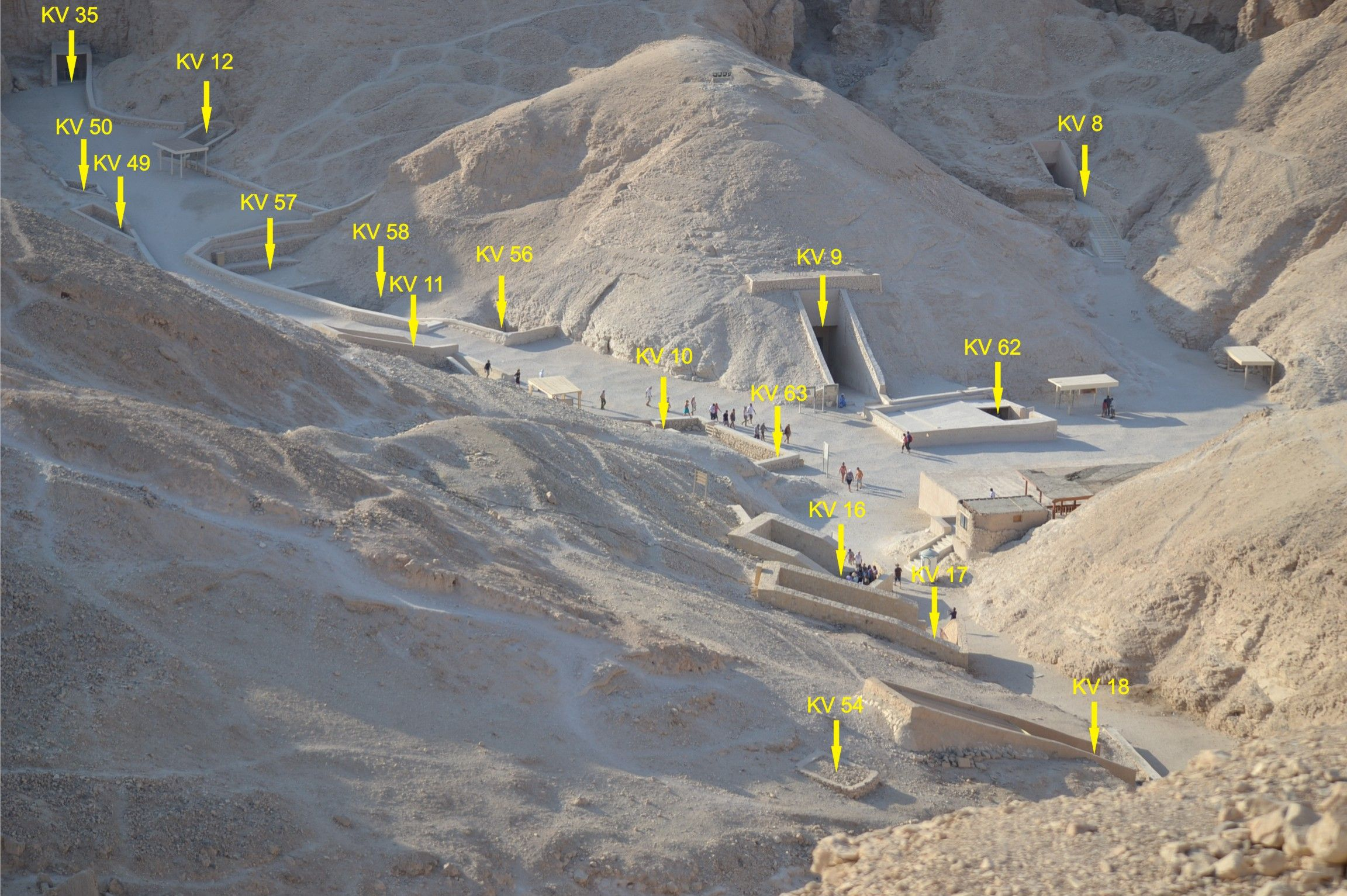
Tutankhamon begravdes i KV62, senare byggdes KV9.

Den största orsaken till att Tutankhamon är så välkänd är att hans grav, KV62, är så väl bevarad. KV62 upptäcktes i Konungarnas dal nära Luxor cirka 500 kilometer söder om Kairo den 4 november 1922 av den brittiske arkeologen Howard Carter. När han fann graven blev han först besviken eftersom man kunde se spår av gravplundrare. Trots det var graven full med föremål och besvikelsen vändes i lycka. I graven fann han bland annat en begravningsmask gjord i massivt guld som vägde 10,2 kilo. Tutankhamon var begravd i tre mumiekistor, varav den innersta även den är gjord i massivt guld, med inlägg av ädelstenar. Den väger över 110 kg. Förutom dessa fynd fanns cirka 5 000 andra föremål från graven bevarade. Många av dessa kan beskådas på Egyptiska museet i Kairo.
Ingången till Tutankhamons grav ligger nästan framför ingången till den större graven KV9, byggd åt kung Ramses V. Ramses V begravdes 1145 f.Kr, 178 år efter Tutankhamon, och bygget av KV9 skulle av en slump bli orsaken till att Tutankhamons grav överlevde till modern tid. Mycket av det grus och de stenskärvor som grävdes ut lades ovetande över ingången till Tutankhamons grav, vars exakta läge glömts bort efter ett par hundra år. Ovanpå detta grus byggdes också hyddor till arbetare under bygget av KV9. Stengrunden till dessa hyddor fanns fortfarande kvar 1922.  När Howard Carter och hans medarbetare förstod att dessa hyddor inte fanns när Tutankhamon begravdes, måste det som eventuellt fanns under dem vara orört sedan KV9 byggdes. Man började gräva, och den 4 november 1922 stötte en vattenpojke, Hussein Abdel-Rassoul, på det översta steget på den trappa som ledde ner till graven.
Tutankhamons mumie ligger däremot kvar i sin sarkofag i Konungarnas dal, och är den enda av de gravar man kan besöka som har en kista till beskådande. Carter hade redan hittat många fornegyptiska gravar, men de hade alla blivit tömda av gravplundrare. Även Tutankhamons grav hade besökts, men underligt nog verkade det som om alla de föremål som stulits hade återbördats. Gravvården med kistorna hade emellertid flyttats, och den plats där den stått hade bränts. Efter ytterligare fem års sökande hittade Carter kistorna och mumien.
Kungen begravdes hastigt, och det finns många bevis för detta. Den plötsligt uppkomna situationen gjorde att man återanvände det finaste, som fanns tillverkat i landet vid den här tidpunkten.
Väggmålningar finns bara i gravkammaren, hela graven hade blivit målad om bygget pågått normalt under många år. Färgstänk finns på flera platser, som visar att konstnärerna målat snabbt. När graven förseglades var målningarna fortfarande fuktiga, och överallt finns svarta små fläckar efter mögelsvampen Aspergillus niger.
Graven i sig är liten, och grävdes ut för en annan mindre viktig person. Kan ha varit till riksföreståndaren Ay, som tog kungamakten efter Tutankhamon. KV23 / WV23 i västra Konungarnas dal, som Ay är begravd i (med endast ytterligare tre gravar WV22, WV24 och WV25), är större och mer välbyggd. Den har sannolikt ursprungligen grävts för Echnaton, Smenkhare, eller Tutankhamon. 
På sarkofagen av röd kvartsit kan man se inskriptioner gjorda för en annan person, men man kan inte säga vem. Flera spår efter andra inskriptioner finns. De fyra gudinnorna Isis, Nephtys, Neith, och Selkets' skyddande vingar sitter djupt i stenen, en tidigare yta med inskriptioner har hackats bort för att skulptera vingarna. Visar att sarkofagen har återanvänts. Locket av rosa granit var spräckt mitt itu, visar att arbetet gjorts hastigt, och olyckan var framme. Andra föremål som statyer, kapell, korgar, kistor, och möbler, har också tillverkats för andra kungligheter. Många föremål från Amarna-kulturen (Tutankhamon växte upp med fadern Echnaton i staden Akhetaton / El-Amarna) återfinns också i graven. En förklaring är att riksföreståndare Ay snabbt ville undanröja kvarlämningar efter kungens tid, och markera ett nytt styre.  
Ansiktsmasken i guld har nitar och lödfästen, som visar att ansiktet skurits ut ur masken. Det ansikte av Tutankhamon, som sitter idag, är också tillverkat av ett något ljusare guld än övriga masken. En preliminär undersökning visar att ytlegeringarna i masken har 22,5 karat, ansiktet har 18,4 karat . Där finns också spår efter ett annat ingraverat namn före Tutankhamon, den okända drottningen Ankhkheperure - Neferneferuaten. Hon kan ha varit drottning Nefertiti, eller kungens syster Meritaton. Masken återanvändes till den unge kungen.
I balsamering togs organen mage, tarmar, lungor, och lever ut och balsamerades separat. De lades i så kallade kanop-kärl. I Tutankhamons grav fanns fyra kärl gjorda som små kopior av mumie-kistorna. På insidorna är de täckta av hieroglyfer, och kungens namn har graverats över tidigare namn, samma som på guldmasken. Även dessa kärl var ursprungligen gjorda för den okända drottningen i slutet på Amarna-perioden. 

## Hypoteser om Tutankhamons död

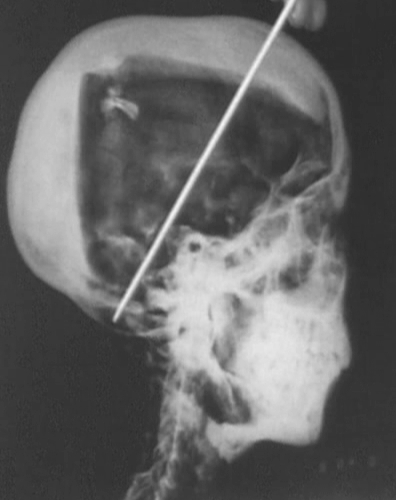
Röntgenbild av kraniet. Bilden visar även de ihopväxta halskotorna, Klippel-Feils syndrom.

Att farao Tutankhamon dog vid en låg ålder har skapat många spekulationer om orsaken till hans död. Han avled hastigt bara 19 år gammal efter nio år på tronen. 
Mumien uppvisar idag följande mycket stora mängd ovanliga tecken och skador  :
1. lösa benfragment inuti skallen.
2. fraktur i vänster knä.
3. hopväxta halskotor.
4. skolios i ryggen.
5. gomspalt.
6. klumpfot (PEVA pes equinovarus adductus).
7. Köhlers syndrom (juvenil osteokondros i vrist).
8. Malariaparasiten Plasmodium falciparum, påvisad genom DNA-analys.
9. kvinnliga kroppsformer.
10. omfattande benbrott i hela kroppen.
11. skador på mumiens yta, som till stor del är förkolnad.
12. Sternum och revben saknas på vänster sida.
13. hjärtat saknas (lämnades alltid kvar i egyptisk balsamering).
14. vänster höftben saknas.

Man misstänkte tidigt att kungen fått ett slag mot huvudet, som ledde till hans död. Två benfragment hittades vid röntgen inuti huvudet (1), liggande ovanpå ett lager harts/kåda i botten på skallen (röntgenbild ovan: vita fältet vid botten på skallen). Fragmenten lossnade efter att hartset torkat, och kan därför inte på något sätt kopplas till kungens död. 
Kungens vänstra knä var svårt skadat, med en öppen fraktur (2). Uppstod före balsamering, då härdade balsameringshartser eller balsameringsoljor och guldfragment från kungens klädedräkt finns i benbrottet. En möjlighet till detta är ett svärdshugg, eller en åktur med krigsvagn. Flera vagnar hittades i graven, och flera steninskriptioner visar Tutankhamon som krigare i vagn. Särskilt en visar att han deltog i minst ett slag med hettiterna i norra Kadesh (senare ett mer berömt slag med Ramses II vid Kadesh).  
Kungens vänstra fot var missbildad sedan barnsben (6), något som gjorde att han hade svårt att gå. Köhlers sjukdom (7) förvärrade med tiden situationen eftersom den gav osteonekros i fotbenen, med kraftiga smärtor. I graven fann man en stor mängd slitna käppar och stavar, ca 130 stycken, vilket tyder på att kungen har använt dem i stor omfattning.
Samtidigt saknar mumien en betydande mängd kroppsdelar (12,13,14). På vänster sida saknas de flesta revbenen, hjärta, vänster bäckenblad, samt bröstbenet. Detta tyder på att kungen blivit träffad på kroppens vänstra sida med mycket stor kraft, något som helt förstört dessa delar av kroppen. Detta skulle kunna ha lett till omedelbar död och till att de skadade delarna var så förstörda att de inte kunde sparas till balsameringen. Två olika typer av harts har använts i balsameringen, vid två olika tillfällen. Kungen dog sannolikt ute i fält – på jakt, i tävling, eller i militär aktion. En första hastig balsamering kan då ha gjorts för att skydda kroppen, tills de kungliga balsamerarna fick hand om den.
Tutankhamon var, som många av Egyptens kungligheter, frukten av ett syskonäktenskap. Flera generationers inavel ledde i hans fall till en genetisk defekt kallad Klippel-Feils syndrom, som bland annat ger benskörhet och sammanväxta halskotor (3). Han hade också en kraftigt utvecklad skolios i ryggen (4), vilket innebär att hans ryggkotor satt vridna på varandra så att ryggraden blev formad som ett "S" sett fram- eller bakifrån (sett från sidan är ryggraden alltid naturligt S-formad). Anlag för gomspalt (5) finns också hos både Akhenaton och Tutankhamon. 
DNA-analyser visar att Tutankhamon var infekterad av malariaparasiter (8) . Typen kallas idag cerebral malaria och orsakas av parasiten Plasmodium falciparum, den värsta formen av sjukdomen. 
I flera generationer före Tutankhamon, ända tillbaka till hans farfars far Thutmosis IV, finns mönster hos kungarna med ärftliga sjukdomstillstånd, hallucinationer/visioner, kvinnliga kroppsformer (hormonell obalans), epileptiska anfall, och att de dör i allt yngre år. Allt detta kan förklaras med en genetisk sjukdom idag känd som temporallobsepilepsi TLE (9).
1. Med hela detta scenario var Tutankhamon vid 19 års ålder skör av infektioner, smärtor, och påtagligt rörelsehindrad, med Klippel-Feils syndrom, klumpfot, Köhlers sjukdom, malaria, infektion i vänster knä och kanske TLE. Infektionen i vänster knä och malarian är ensamma allvarliga nog för att förklara kungens död, och idag ansedd vara en av de de mest troliga dödsorsakerna.
2. Ett andra sannolikt scenario, om de saknade kroppsdelarna beror på kraftiga kroppsskador, tänks ha inträffat i krigsvagn ute i fält, och där kan ha föranletts av ett epileptiskt anfall eller feber/anfall av malaria/sepsis. De saknade kroppsdelarna på vänster sida blev förstörda, och dödade kungen.

Idag är nästan alla kroppens ben brutna (10), något som orsakats av Howard Carter och hans arbetsgrupp under utgrävningen av graven. Mumien var ordentligt fastklistrad i botten på den innersta guldkistan, genom det övermått av harts och oljor som hälldes över mumien. 
Här finner vi också förklaringen till att mumien till stor del är förkolnad (11). När harts och oljor härdade (oxiderade) uppstod en spontan självförbränning, samma process som vi idag ofta ser när linolja i papper/bomullstrassel självantänder. Processen nådde över 300 °C; den täta guldkistan begränsade dock syretillförseln, så processen avstannade innan full förbränning skett.
Brittiska arkeologer bestämde sig vintern 2004 för att frakta Tutankhamons kropp från museet i Luxor till ett forskningslaboratorium i Storbritannien. Där skulle man bland annat med hjälp av magnetkamera och datortomografi ta reda på varför kungen dog så ung. Undersökningen försvårades till viss del av att mumien styckats när den första gången undersöktes av Howard Carter och hans kollegor, men teamet kunde ändå slå fast att pojkfaraon hade haft stora problem med ryggrad och skelett. De anförde också att han kanske inte hade dött omedelbart eftersom en misstänkt blödning i lillhjärnan tycktes ha pågått en tid. Man kunde efter en senare utförd röntgen avfärda denna misstänkta blödning – den hade aldrig ägt rum.
En forskargrupp med Eduard Egarter Vigl, ismannen Ötzis främste och mest hängivne beskyddare, och Paul Gostner från huvudsjukhuset i Bolzano i spetsen inledde en avancerad dataanalys baserad på tredimensionella bilder av mumien år 2005. Analysen visade att skallfrakturen inte orsakat döden, utan tillkommit först under balsameringen. Istället pekar man på en skada i vänster knä och noterar att knäskålen är spräckt, troligen som följd av ett svärdshugg. Guldfragment från Tutankhamons klädedräkt har trängt in i såret, som inte velat läka. Kryckor funna i gravkammaren ger en vink om att farao under den sista delen av sitt korta liv haft mycket svårt att gå, något som ytterligare styrker den nya tesen. Såret ska då ha blivit svårt infekterat och forskargruppen menar att det var den infektionen som orsakade kungens död.
Många står trots detta fast vid hypotesen att den unge faraon blev mördad. Den möjliga olyckan med krigsvagn kan ha iscensatts. En av de huvudmisstänkta till mordet är faraons efterträdare Ay. Hans motiv skulle då vara att han såg sig själv som bättre lämpad att vara farao, än den unge pojken som nu satt på tronen. Någon annan som också står på listan är Horemheb, Tutankhamons mest inflytelserike general och Ays efterträdare. När Horemheb kom till makten rev han Tutankhamons byggnader, och försökte röja undan spåren efter den döde unge faraon.

## Utgrävningarna[22]
Arkeologen Howard Carter, som hade det vetenskapliga ansvaret för arkeologiska grävningar i Egypten på uppdrag av engelsmannen lord Carnarvon, upptäckte den 4 november 1922, under Ramses V:s grav, en trappa som var inhuggen i klippan. Den ledde ned till en vägg, där man kunde läsa namnet ”Nebcheperure-Tutanchamon".
Lord Carnarvon var inte egyptolog, men var mycket rik och hade beslutat att stödja arkeologiska forskningar. Han hade fått utgrävningstillstånd av egyptiska fornförvaltningen redan före första världskriget, och 1922 gjordes forskningar i Konungarnas dal. Lord Carnarvon, som vid tillfället var i England, underrättades om upptäckten och reste omedelbart till Egypten. Den 25 november tog man på prov bort en första sten ur gravöppningens vägg, och genom öppningen kunde Carnarvon och Carter få en första skymt av gravskatten.
Utgrävningarna och arbetet i graven var slutförda år 1928. Alla föremål i graven finns bevarade i Egypten i Kairomuseet. En första publikation i tre band om gravskatten var färdig först 1933.
Lord Carnarvon avled i Kairo den 5 april 1923 efter ett insektsbett, som orsakade blodförgiftning och lunginflammation. Dödsfallet uppfattades som att det var Tutankhamons förbannelse som drabbat honom, och gav upphov till en rad historier om Tutankhamons hämnd.

## Utmärkelser
Asteroiden 4848 Tutenchamun är uppkallad efter honom.